# Хлорацетофенон
Фенацилхлорид, також широко відомий як хлорацетофенон, є заміщеним ацетофеноном. Це корисний будівельний блок в органічній хімії. Крім того, його застосовували як отруйну речовину подразнювальної дії, з позначенням CN.
Його не слід плутати з ціанідом, іншою бойовою отруйною речовиною з хімічною структурою CN-.
Хлороацетофенон є термічно стабільним, а також єдиним сльозогінним засобом, який можна дистилювати в умовах навколишнього середовища.

## Отримання
Хлорацетофенон вперше був синтезований німецьким хіміком Карлом Гребе в 1871 році шляхом пропускання хлору в киплячий ацетофенон.
Фенацилхлорид легкодоступний і вперше був отриманий хлоруванням парів ацетофенону. Він також може бути синтезований шляхом ацилювання бензолу Фріделя-Крафтса з використанням хлорацетилхлориду з каталізатором хлориду алюмінію:

## Засіб боротьби з масовими заворушеннями
Через його високу токсичність він був значною мірою витіснений речовиною CS. Попри те, що CN все ще постачається воєнізованим формуванням і поліції у формі невеликого аерозолю під тиском, наприклад «Булава», його використання скорочується, оскільки CS має менший поріг чутливості та менш токсична за CN.
Термін «англ. Mace» з'явився тому, що це торгова марка, винайдена одним із перших американських виробників аерозольних спреїв CN. Згодом у Сполучених Штатах Mace став синонімом спреїв зі сльозогінним газом так само як Kleenex став міцно асоціюватися з серветками для обличчя (це явище відоме як узагальнена торгова марка).
Як і речовина CS, ця сполука подразнює слизові оболонки (рота, носа, кон'юнктиви та трахеобронхіалів). Іноді це може призвести до більш загальних реакцій, таких як непритомність, тимчасова втрата рівноваги та орієнтації. Рідше спостерігалися спалахи подразнення шкіри та постійний контактний алергічний дерматит.
У високих концентраціях CN може спричинити пошкодження епітеліального шару рогівки та хемоз. Це також стало причиною щонайменше п'яти смертей, які сталися в результаті травми легенів та/або асфіксії.
Вважається, що місцем дії CN in vivo та in vitro є іонний канал TRPA1 (канал транзієнтного рецепторного потенціалу підродини анкіринових 1), експресований на ноцицепторах (особливо трійчастому нерві).
Існує також варіант застосування речовини у суміші CNS, до складу якої, за масою, входить: 24 % хлорацетофенону (CN), 38 % хлоропікрину (PS), та 38 % хлороформу (який служить для покращення волатильності суміші та не є активною речовиною в ній).

## Бойове застосування
Його досліджували, але не використовували під час Першої та Другої світових воєн[джерело?].
Застосування хімічних засобів боротьби зі заворушеннями (зокрема, речовин подразнювальної дії) «як засіб ведення війни» заборонено Конвенцією про хімічну зброю (стаття 1, пункт 5) та Женевським протоколом 1925 року.

### Громадянська війна в Ємені
Після військового перевороту в Ємені в 1962 році в країні спалахнула громадянська війна. Єгипет втрутився у її перебіг та виступив проти роялістів. У 1963—1967 роки Повітряні сили Єгипту здійснили кілька повітряних ударів, під час яких скидали з Іл-28 хімічні авіабомби з позначеннями на них кирилицею.
Ті бомби могли містити іприт, фосген, та речовину CN.

### Російсько-українська війна

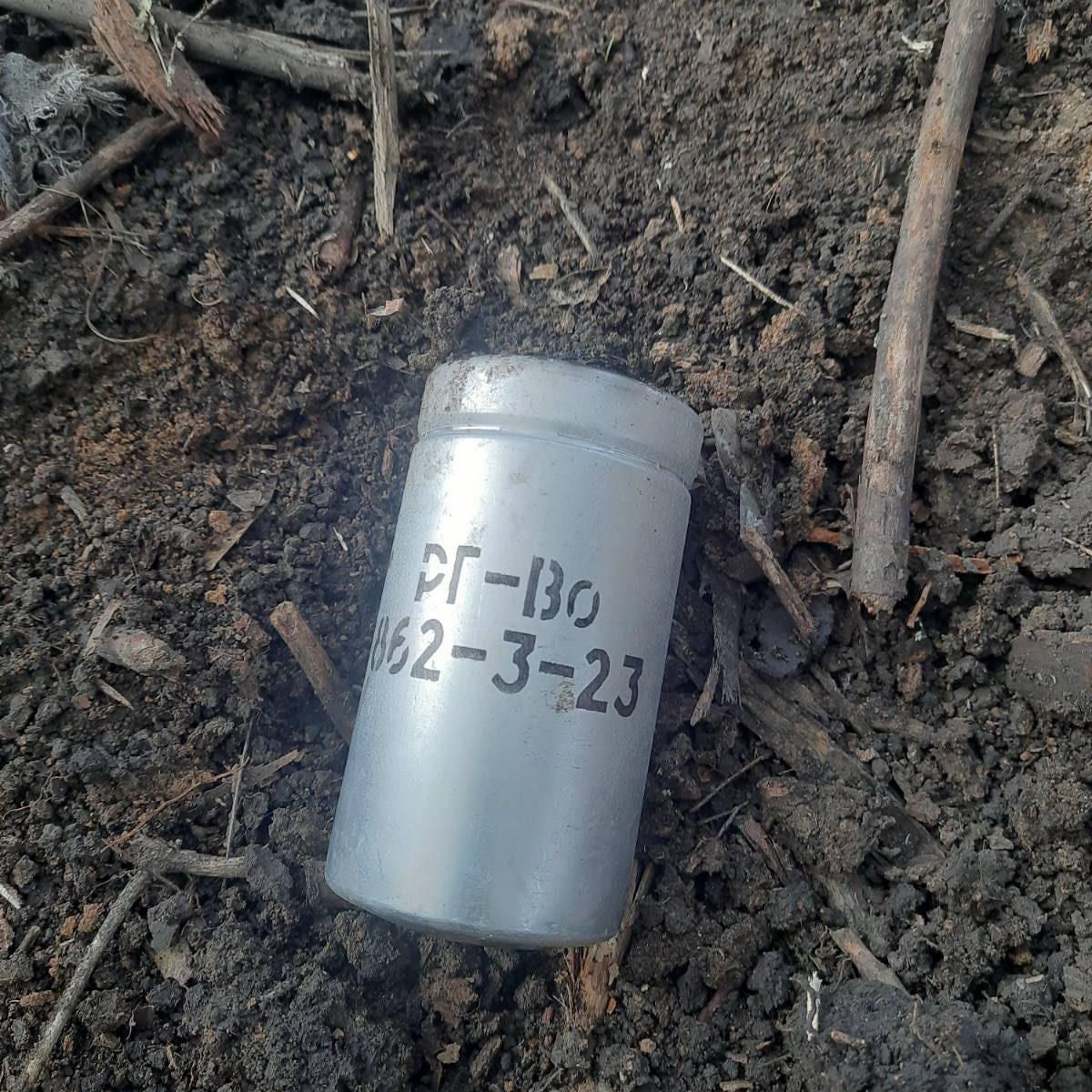
Виявлена 14 грудня 2023 року нова російська аерозольна граната РГ-Во

14 грудня 2023 року виявлено застосування нового типу спеціальних газових гранат РГ-Во (рос. ручная граната - вещество отравляющее, виготовлених в 2023 році) з вмістом отруйної речовини подразнювальної дії хлорацетофенон (речовина CN) (за іншими даними граната споряджена речовиною CS).
Виявлена граната була виготовлена в 2023 році на заводі, який наче як мав бути зачинений згідно умов Конвенції про заборону хімічної зброї.
З літа 2024 року було помічено використання російськими військами саморобних хімічних боєприпасів на основі навчальних хімічних боєприпасів УБ-105. Серед варіантів спорядження даних боєприпасів є рецептури із використанням хлорацетонфенону.